# John Lennon/Diskografie
Diese Diskografie ist eine Übersicht über die musikalischen Werke des britischen Pop-Rock Sängers John Lennon. Den Quellenangaben und Schallplattenauszeichnungen zufolge hat er bisher mehr als 92,4 Millionen Tonträger verkauft. Seine erfolgreichste Veröffentlichung ist die Autorenbeteiligung I Want to Hold Your Hand (The Beatles) mit über 6,7 Millionen verkauften Einheiten.

## Einführung
John Lennons erstes Soloprojekt entstand bereits 1968, als er noch Mitglied bei den Beatles war. Am 29. November 1968 veröffentlichte Lennon zusammen mit seiner späteren Frau Yoko Ono das Album Unfinished Music No.1: Two Virgins. Dieses Album sowie die beiden 1969 folgenden Alben Unfinished Music No. 2: Life with the Lions und Wedding Album bestanden aus experimenteller Musik, die im Wesentlichen von Yoko Ono beeinflusst worden war. Bis zur offiziellen Trennung der Beatles im April 1970 erschienen die drei Singles Give Peace a Chance, Cold Turkey und Instant Karma! sowie das Livealbum Live Peace in Toronto 1969.
John Lennon veröffentlichte von 1970 bis einschließlich 1975 sechs Studioalben. Mit dem Ende seines Plattenvertrags bei der EMI erschien 1975 die Kompilation Shaved Fish, die gleichzeitig eine fünfjährige musikalische Pause Lennons einläutete. 1980 startete das Paar ein Comeback mit dem gemeinsamen Studioalbum Double Fantasy, auf dem Lennon und Ono mit je sieben Liedern vertreten waren. Nach seinem Tod im Dezember desselbenes Jahr erschienen in der Folge zahlreiche Kompilationen mit teils unveröffentlichte Material, sowie mit Milk and Honey (1984) das letzte als solches deklarierte Studioalbum.

## Alben

### Studioalben
| Jahr                        | Titel Musiklabel                                                          | Höchstplatzierung, Gesamtwochen/‑monate, AuszeichnungChartplatzierungen (Jahr, Titel, Musiklabel, Platzierungen, Wochen/Monate, Auszeichnungen, Anmerkungen) | Höchstplatzierung, Gesamtwochen/‑monate, AuszeichnungChartplatzierungen (Jahr, Titel, Musiklabel, Platzierungen, Wochen/Monate, Auszeichnungen, Anmerkungen) | Höchstplatzierung, Gesamtwochen/‑monate, AuszeichnungChartplatzierungen (Jahr, Titel, Musiklabel, Platzierungen, Wochen/Monate, Auszeichnungen, Anmerkungen) | Höchstplatzierung, Gesamtwochen/‑monate, AuszeichnungChartplatzierungen (Jahr, Titel, Musiklabel, Platzierungen, Wochen/Monate, Auszeichnungen, Anmerkungen) | Höchstplatzierung, Gesamtwochen/‑monate, AuszeichnungChartplatzierungen (Jahr, Titel, Musiklabel, Platzierungen, Wochen/Monate, Auszeichnungen, Anmerkungen) | Anmerkungen                                                                                             |
| Jahr                        | Titel Musiklabel                                                          | DE | AT | CH | UK | US | Anmerkungen                                                                                             |
| --------------------------- | ------------------------------------------------------------------------- | --- | --- | --- | --- | --- | --- |
| 1968                        | Unfinished Music No.1: Two Virgins Apple Records (Tetragrammaton Records) | — | — | — | — | US124 (8 Wo.)US | Erstveröffentlichung: 11. November 1968 mit Yoko Ono                                                    |
| 1969                        | Unfinished Music No. 2: Life with the Lions Zapple (Apple)                | — | — | — | — | US174 (8 Wo.)US | Erstveröffentlichung: 9. Mai 1969 mit Yoko Ono                                                          |
| 1969                        | Wedding Album Apple Records (Apple)                                       | — | — | — | — | US178 (3 Wo.)US | Erstveröffentlichung: 20. Oktober 1969 mit Yoko Ono                                                     |
| 1970                        | John Lennon/Plastic Ono Band Apple Records (Apple)                        | DE7 a (1 Mt.)DE | AT6 b (… Wo.)AT | CH16 b (1 Wo.)CH | UK8 Silber · (12 Wo.)UK | US6 Gold · (… Wo.)US | Erstveröffentlichung: 11. Dezember 1970 Verkäufe: + 560.000; mit der Plastic Ono Band                   |
| 1971                        | Imagine Apple Records (Apple)                                             | DE10 (35 Wo.)DE | AT39 c (1 Wo.)AT | CH41 c (1 Wo.)CH | UK1 Gold · (101 Wo.)UK | US1 ×2Doppelplatin · (47 Wo.)US | Erstveröffentlichung: 9. September 1971 d Verkäufe: + 2.185.000; mit der Plastic Ono Band               |
| 1972                        | Some Time in New York City Apple Records (Apple)                          | — | — | — | UK11 (6 Wo.)UK | US48 (17 Wo.)US | Erstveröffentlichung: 12. Juni 1972 mit Yoko Ono, der Plastic Ono Band und Elephants Memory             |
| 1973                        | Mind Games Apple Records (EMI)                                            | DE6 e (2 Wo.)DE | AT7 e (1 Wo.)AT | CH22 e (1 Wo.)CH | UK13 Gold · (13 Wo.)UK | US9 Gold · (31 Wo.)US | Erstveröffentlichung: 2. November 1973 Verkäufe: + 1.500.000                                            |
| 1974                        | Walls and Bridges Apple Records (EMI)                                     | DE41 (2 Mt.)DE | — | — | UK6 Silber · (10 Wo.)UK | US1 Gold · (35 Wo.)US | Erstveröffentlichung: 4. Oktober 1974 Verkäufe: + 560.000                                               |
| 1975                        | Rock ’n’ Roll Apple Records (EMI)                                         | DE37 (6 Mt.)DE | — | — | UK6 Gold · (28 Wo.)UK | US6 Gold · (15 Wo.)US | Erstveröffentlichung: 17. Februar 1975 Verkäufe: + 600.000                                              |
| 1980                        | Double Fantasy Geffen Records (WMG)                                       | DE2 Gold · (44 Wo.)DE | AT1 (4½ Mt.)AT | — | UK1 Platin · (36 Wo.)UK | US1 ×3Dreifachplatin · (74 Wo.)US | Erstveröffentlichung: 17. November 1980 Verkäufe: + 4.060.000; mit Yoko Ono                             |
| Posthume Veröffentlichungen |                                                                           | | | | | | |
|                             |                                                                           | | | | | | |
| 1984                        | Milk and Honey Polydor (Polygram)                                         | DE20 (7 Wo.)DE | AT12 (1 Mt.)AT | CH15 (4 Wo.)CH | UK3 Gold · (13 Wo.)UK | US11 Gold · (19 Wo.)US | Erstveröffentlichung: 23. Januar 1984 Verkäufe: + 650.000; mit Yoko Ono; erschien auch als Picture Disc |

grau schraffiert: keine Chartdaten aus diesem Jahr verfügbar
- 2011: Imagine 40th Anniversary Special Edition (das Vinyl-Doppelalbum erschien im November 2011 anlässlich des Record Store Day, es beinhaltet das reguläre Album Imagine sowie ein weiteres Album mit dem Titel Imagine Sessions in weißem Vinyl mit einer eigenständigen Covergestaltung. Das Album umfasst sechs Titel, die dem Album John Lennon Anthology entnommen wurden, weiterhin liegen der Box zwei Postkarten, ein Poster sowie ein Beiblatt bei. Beide Alben befinden sich in einer Kartonbox.)
- 2019: Imagine Raw Studio Mixes (das Vinyl-Album erschien im April 2019 anlässlich des Record Store Day, es beinhaltet das Album Imagine in den Rohabmischungen)
- 2021: Imagine (das Vinyl-Album erschien im September 2021 anlässlich des 50-jährigen-Jubiläums in weißen Vinyl)

Zwischen dem Jahr 2000 bis 2005 erschienen die Studioalben in neu remasterten und zum Teil neu abgemischten Versionen; überwiegend mit Bonusmaterial. Im Oktober 2010 wurden anlässlich des 70. Geburtstags von John Lennon alle Studioalben – erneut remastert, aber ohne Bonusmaterial – wiederveröffentlicht.

### Livealben
| Jahr | Titel Musiklabel                                 | Höchstplatzierung, Gesamtwochen, AuszeichnungChartplatzierungen (Jahr, Titel, Musiklabel, Platzierungen, Wochen, Auszeichnungen, Anmerkungen) | Höchstplatzierung, Gesamtwochen, AuszeichnungChartplatzierungen (Jahr, Titel, Musiklabel, Platzierungen, Wochen, Auszeichnungen, Anmerkungen) | Höchstplatzierung, Gesamtwochen, AuszeichnungChartplatzierungen (Jahr, Titel, Musiklabel, Platzierungen, Wochen, Auszeichnungen, Anmerkungen) | Höchstplatzierung, Gesamtwochen, AuszeichnungChartplatzierungen (Jahr, Titel, Musiklabel, Platzierungen, Wochen, Auszeichnungen, Anmerkungen) | Höchstplatzierung, Gesamtwochen, AuszeichnungChartplatzierungen (Jahr, Titel, Musiklabel, Platzierungen, Wochen, Auszeichnungen, Anmerkungen) | Anmerkungen                                                      |
| Jahr | Titel Musiklabel                                 | DE | AT | CH | UK | US | Anmerkungen                                                      |
| ---- | ------------------------------------------------ | --- | --- | --- | --- | --- | ---------------------------------------------------------------- |
| 1969 | Live Peace in Toronto 1969 Apple Records (Apple) | — | — | — | — | US10 (32 Wo.)US | Erstveröffentlichung: 12. Dezember 1969 mit der Plastic Ono Band |
| 1986 | Live in New York City EMI (EMI)                  | DE65 (1 Wo.)DE | — | — | UK55 (3 Wo.)UK | US41 Gold · (11 Wo.)US | Erstveröffentlichung: 10. Februar 1986 Verkäufe: + 500.000       |

grau schraffiert: keine Chartdaten aus diesem Jahr verfügbar

### Kompilationen
| Jahr | Titel Musiklabel                                             | Höchstplatzierung, Gesamtwochen/‑monate, AuszeichnungChartplatzierungen (Jahr, Titel, Musiklabel, Platzierungen, Wochen/Monate, Auszeichnungen, Anmerkungen) | Höchstplatzierung, Gesamtwochen/‑monate, AuszeichnungChartplatzierungen (Jahr, Titel, Musiklabel, Platzierungen, Wochen/Monate, Auszeichnungen, Anmerkungen) | Höchstplatzierung, Gesamtwochen/‑monate, AuszeichnungChartplatzierungen (Jahr, Titel, Musiklabel, Platzierungen, Wochen/Monate, Auszeichnungen, Anmerkungen) | Höchstplatzierung, Gesamtwochen/‑monate, AuszeichnungChartplatzierungen (Jahr, Titel, Musiklabel, Platzierungen, Wochen/Monate, Auszeichnungen, Anmerkungen) | Höchstplatzierung, Gesamtwochen/‑monate, AuszeichnungChartplatzierungen (Jahr, Titel, Musiklabel, Platzierungen, Wochen/Monate, Auszeichnungen, Anmerkungen) | Anmerkungen                                                                            |
| Jahr | Titel Musiklabel                                             | DE | AT | CH | UK | US | Anmerkungen                                                                            |
| ---- | ------------------------------------------------------------ | --- | --- | --- | --- | --- | -------------------------------------------------------------------------------------- |
| 1975 | Shaved Fish Apple Records (EMI)                              | — | AT5 f (5½ Mt.)AT | — | UK8 Gold · (29 Wo.)UK | US12 Platin · (32 Wo.)US | Erstveröffentlichung: 24. Oktober 1975 Verkäufe: + 1.100.000; mit der Plastic Ono Band |
| 1982 | The John Lennon Collection Parlophone (EMI)                  | DE62 (11 Wo.)DE | AT— GoldAT | — | UK1 ×3Dreifachplatin · (43 Wo.)UK | US33 ×3Dreifachplatin · (16 Wo.)US | Erstveröffentlichung: 1. November 1982 Verkäufe: + 4.760.000                           |
| 1986 | Menlove Ave. Parlophone (EMI)                                | — | — | — | — | US127 (4 Wo.)US | Erstveröffentlichung: 3. November 1986                                                 |
| 1990 | Lennon Parlophone (EMI)                                      | — | — | — | — | — | Erstveröffentlichung: 4. Oktober 1990                                                  |
| 1997 | Lennon Legend: The Very Best of John Lennon Parlophone (EMI) | DE11 Gold · (17 Wo.)DE | AT5 Gold · (17 Wo.)AT | CH13 Gold · (8 Wo.)CH | UK4 ×3Dreifachplatin · (45 Wo.)UK | US65 Platin · (9 Wo.)US | Erstveröffentlichung: 27. Oktober 1997 g Verkäufe: + 3.767.500                         |
| 1998 | John Lennon Anthology Capitol Records (EMI)                  | — | — | — | UK62 (1 Wo.)UK | US99 Gold · (2 Wo.)US | Erstveröffentlichung: 2. November 1998 Verkäufe: + 500.000                             |
| 1998 | Wonsaponatime Capitol Records (EMI)                          | — | — | — | UK76 (1 Wo.)UK | — | Erstveröffentlichung: 2. November 1998                                                 |
| 2002 | Instant Karma: All-Time Greatest Hits Capitol Records (EMI)  | — | — | — | — | — | Erstveröffentlichung: 1. Februar 2002                                                  |
| 2004 | Acoustic Capitol Records (EMI)                               | — | — | — | — | US31 (8 Wo.)US | Erstveröffentlichung: 1. November 2004                                                 |
| 2005 | Peace, Love & Truth EMI Records (EMI)                        | — | — | — | — | — | Erstveröffentlichung: 4. August 2005                                                   |
| 2005 | Working Class Hero: The Definitive Lennon Parlophone (EMI)   | DE44 (5 Wo.)DE | AT22 (8 Wo.)AT | CH61 (6 Wo.)CH | UK11 Gold · (10 Wo.)UK | US135 (3 Wo.)US | Erstveröffentlichung: 3. Oktober 2005 h Verkäufe: + 197.500                            |
| 2006 | Remember Hear Music (EMI)                                    | — | — | — | — | US44 (5 Wo.)US | Erstveröffentlichung: November 2006                                                    |
| 2008 | John Lennon Collector’s Edition Madacy Entertainment (EMI)   | — | — | — | — | — | Erstveröffentlichung: November 2008                                                    |
| 2010 | Gimme Some Truth Capitol Records (EMI)                       | — | — | — | — | US196 (1 Wo.)US | Erstveröffentlichung: 1. Oktober 2010                                                  |
| 2010 | Power to the People: The Hits EMI Records (EMI)              | DE33 (4 Wo.)DE | AT16 (4 Wo.)AT | CH25 (7 Wo.)CH | UK15 Silber · (4 Wo.)UK | US24 (11 Wo.)US | Erstveröffentlichung: 5. Oktober 2010 Verkäufe: + 107.500                              |
| 2014 | ICON Capitol Records (UMG)                                   | — | — | — | — | — | Erstveröffentlichung: 9. September 2014                                                |
| 2020 | Gimme Some Truth Capitol Records (UMG)                       | DE5 (4 Wo.)DE | AT4 (3 Wo.)AT | CH10 (3 Wo.)CH | UK3 Gold · (4 Wo.)UK | US40 (15 Wo.)US | Erstveröffentlichung: 9. Oktober 2020 Verkäufe: + 100.000                              |

grau schraffiert: keine Chartdaten aus diesem Jahr verfügbar

### Remixalben
| Jahr | Titel Musiklabel                                      | Höchstplatzierung, Gesamtwochen, AuszeichnungChartplatzierungen (Jahr, Titel, Musiklabel, Platzierungen, Wochen, Auszeichnungen, Anmerkungen) | Höchstplatzierung, Gesamtwochen, AuszeichnungChartplatzierungen (Jahr, Titel, Musiklabel, Platzierungen, Wochen, Auszeichnungen, Anmerkungen) | Höchstplatzierung, Gesamtwochen, AuszeichnungChartplatzierungen (Jahr, Titel, Musiklabel, Platzierungen, Wochen, Auszeichnungen, Anmerkungen) | Höchstplatzierung, Gesamtwochen, AuszeichnungChartplatzierungen (Jahr, Titel, Musiklabel, Platzierungen, Wochen, Auszeichnungen, Anmerkungen) | Höchstplatzierung, Gesamtwochen, AuszeichnungChartplatzierungen (Jahr, Titel, Musiklabel, Platzierungen, Wochen, Auszeichnungen, Anmerkungen) | Anmerkungen                             |
| Jahr | Titel Musiklabel                                      | DE | AT | CH | UK | US | Anmerkungen                             |
| ---- | ----------------------------------------------------- | --- | --- | --- | --- | --- | --------------------------------------- |
| 2010 | Double Fantasy Stripped Down Capitol Records (EMI)    | — | — | — | UK80 (1 Wo.)UK | — | Erstveröffentlichung: 1. Oktober 2010 i |
| 2024 | Mind Games (Meditation Mixes) Universal Records (UMG) | — | — | — | — | — | Erstveröffentlichung: 11. Oktober 2024  |

### Soundtracks
| Jahr | Titel Musiklabel                                                      | Höchstplatzierung, Gesamtwochen, AuszeichnungChartplatzierungen (Jahr, Titel, Musiklabel, Platzierungen, Wochen, Auszeichnungen, Anmerkungen) | Höchstplatzierung, Gesamtwochen, AuszeichnungChartplatzierungen (Jahr, Titel, Musiklabel, Platzierungen, Wochen, Auszeichnungen, Anmerkungen) | Höchstplatzierung, Gesamtwochen, AuszeichnungChartplatzierungen (Jahr, Titel, Musiklabel, Platzierungen, Wochen, Auszeichnungen, Anmerkungen) | Höchstplatzierung, Gesamtwochen, AuszeichnungChartplatzierungen (Jahr, Titel, Musiklabel, Platzierungen, Wochen, Auszeichnungen, Anmerkungen) | Höchstplatzierung, Gesamtwochen, AuszeichnungChartplatzierungen (Jahr, Titel, Musiklabel, Platzierungen, Wochen, Auszeichnungen, Anmerkungen) | Anmerkungen                                                |
| Jahr | Titel Musiklabel                                                      | DE | AT | CH | UK | US | Anmerkungen                                                |
| ---- | --------------------------------------------------------------------- | --- | --- | --- | --- | --- | ---------------------------------------------------------- |
| 1988 | Imagine: John Lennon (Music from the Motion Picture) Parlophone (EMI) | — | — | CH— PlatinCH | UK64 Gold · (6 Wo.)UK | US31 Gold · (18 Wo.)US | Erstveröffentlichung: 10. Oktober 1988 Verkäufe: + 710.000 |
| 2006 | The U.S. vs. John Lennon Capitol Records (EMI)                        | — | — | — | — | — | Erstveröffentlichung: 25. September 2006                   |

### Interviewalben
| Jahr | Titel                                                          | Höchstplatzierung, Gesamtwochen, AuszeichnungChartplatzierungen (Jahr, Titel, Platzierungen, Wochen, Auszeichnungen, Anmerkungen) | Höchstplatzierung, Gesamtwochen, AuszeichnungChartplatzierungen (Jahr, Titel, Platzierungen, Wochen, Auszeichnungen, Anmerkungen) | Höchstplatzierung, Gesamtwochen, AuszeichnungChartplatzierungen (Jahr, Titel, Platzierungen, Wochen, Auszeichnungen, Anmerkungen) | Höchstplatzierung, Gesamtwochen, AuszeichnungChartplatzierungen (Jahr, Titel, Platzierungen, Wochen, Auszeichnungen, Anmerkungen) | Höchstplatzierung, Gesamtwochen, AuszeichnungChartplatzierungen (Jahr, Titel, Platzierungen, Wochen, Auszeichnungen, Anmerkungen) | Anmerkungen                                                                                              |
| Jahr | Titel                                                          | DE | AT | CH | UK | US | Anmerkungen                                                                                              |
| ---- | -------------------------------------------------------------- | --- | --- | --- | --- | --- | --- |
| 1983 | Heart Play – unfinished dialogue                               | — | — | — | — | US94 (12 Wo.)US | Erstveröffentlichung: 16. Dezember 1983 Auszüge aus einem Interview mit dem Playboy kurz vor Lennons Tod |
| 1990 | John & Yoko: The Interview                                     | — | — | — | — | — | Erstveröffentlichung: 12. November 1990 am 6. Dezember 1980 von Andy Peebles aufgenommenes Interview     |
| 2005 | John Lennon: The Rolling Stone Interview                       | — | — | — | — | — | Erstveröffentlichung: 2005 fünf kostenlose Podcasts; Interview vom 21. Januar / 4. Februar 1971          |
| 2007 | Testimony – The Life And Times Of John Lennon In His Own Words | — | — | — | — | — | Erstveröffentlichung: 2007 Interview vom 8. Dezember 1980                                                |
| 2011 | John Lennon – The Final Interview Radio Special                | — | — | — | — | — | Erstveröffentlichung: 2011                                                                               |

## Singles

### Veröffentlichungen
Die folgende Auflistung beschränkt sich auf die Singles, die entweder in Großbritannien, den USA oder Deutschland erschienen sind.
- 1969: Give Peace a Chance / Remember Love / k
- 1969: Cold Turkey / Don’t Worry Kyoko (Mummy’s Only Looking for a Hand in the Snow)
- 1970: Instant Karma! (We All Shine On) / Who Has Seen the Wind
- 1970: Mother (Edit) / Why (USA/Deutschland)
- 1971: Power to the People / Open Your Box
- 1971: Imagine / It’s so Hard (USA/Deutschland) k
- 1971: Happy Xmas (War Is Over) / Listen the Snow Is Falling (USA, UK: November 1972, auch in grünem Vinyl)
- 1971: God save Us / Do the OZ (auf der A-Seite singt Bill Elliot, auf der B-Seite John Lennon)
- 1972: Woman Is the Nigger of the World / Sister O Sister (USA)
- 1973: Mind Games / Meat City (Single Mix)
- 1974: Whatever Gets You thru the Night / Beef Jerky
- 1974: #9 Dream (Edit) /What You Got
- 1975: Stand By Me (Single Mix) / Move over Mrs. L
- 1975: Ya Ya / Be-Bop-A-Lula (Deutschland)
- 1975: Imagine / Working Class Hero (UK) k
- 1977: Stand By Me / Woman Is the Nigger of the World (USA, Star Line Series)
- 1980: (Just Like) Starting Over / Kiss Kiss Kiss
- 1981: Woman / Beautiful Boys
- 1981: I Saw Her Standing There / Whatever Gets You thru the Night – Lucy in the Sky with Diamonds (UK) k
- 1981: Watching the Wheels (Edit) / Yes, I’m Your Angel
- 1981: (Just Like) Starting Over / Woman (USA, Wiederveröffentlichung)
- 1981: Watching the Wheels (Edit) / Beautiful Boy (Darling Boy) (USA, Wiederveröffentlichung)
- 1982: Love (Remix) / Give Me Some Truth (UK/Deutschland)
- 1982: Happy Xmas (War Is Over) / Beautiful Boy (Darling Boy) (USA)
- 1984: Nobody Told Me / O’Sanity
- 1984: Borrowed Time / Your Hands
- 1984: Borrowed Time / Your Hands / Never say Goodbye (12″, UK)
- 1984: I’m Stepping Out / Sleepless Night
- 1984: I’m Stepping Out / Sleepless Night / Loneliness (12″, UK)
- 1984: Every Man Has a Woman Who Loves Him / (Sean Lennon:) It’s alright
- 1984: Give Peace a Chance / Cold Turkey (UK, Golden 45’s Series)
- 1985: Jealous Guy / Going Down on Love (UK)
- 1985: Jealous Guy / Going Down on Love / Oh Yoko (12″, UK)
- 1988: Jealous Guy / Give Peace a Chance (USA)
- 1988: Imagine / Jealous Guy / Happy Xmas (War Is Over) (UK, auch als Picture Disc)
- 1988: Imagine / Jealous Guy / Happy Xmas (War Is Over) / Give Peace a Chance (12″-CD, UK)
- 1990: Nobody Told Me / I’m Stepping Out (USA, Polydor Timepieces Series)
- 1992: Instant Karma! / Oh My Love / Mother / Bless You (CD)
- 1999: Imagine / Happy Xmas (War is over) / Give Peace a Chance / Imagine (Video – Enhanced CD)
- 2001: (Just Like) Starting Over / Watching the Wheels (USA, Jukebox-Single: blaues Vinyl)
- 2001: Woman / Walking on thin Ice (USA, Jukebox-Single: klares Vinyl)
- 2003: Happy Xmas (War is over) / Imagine (UK, grünes Vinyl)
- 2003: Happy Xmas (War is over) / Imagine / Instant Karma (We All Shine On) (ca. 15 Sekunden längeres Outro) / Imagine (Instrumental, + Photo Gallery Enhanced CD)
- 2010: John Lennon Singles Bag (Inhalt: Mother (Edit) / Why; Imagine / It’s so Hard; Watching the Wheels / Yes, I’m Your Angel [limitiert auf 7000 Exemplare in den USA])
- 2020: Instant Karma! (We All Shine On) / Who Has Seen the Wind (Die Single wurde am Record Store Day veröffentlicht, beide Lieder wurden neu abgemischt – Ultimate Mixes)

### Chartplatzierungen als Leadmusiker
| Jahr | Titel Album                                                      | Höchstplatzierung, Gesamtwochen/‑monate, AuszeichnungChartplatzierungen (Jahr, Titel, Album, Platzierungen, Wochen/Monate, Auszeichnungen, Anmerkungen) | Höchstplatzierung, Gesamtwochen/‑monate, AuszeichnungChartplatzierungen (Jahr, Titel, Album, Platzierungen, Wochen/Monate, Auszeichnungen, Anmerkungen) | Höchstplatzierung, Gesamtwochen/‑monate, AuszeichnungChartplatzierungen (Jahr, Titel, Album, Platzierungen, Wochen/Monate, Auszeichnungen, Anmerkungen) | Höchstplatzierung, Gesamtwochen/‑monate, AuszeichnungChartplatzierungen (Jahr, Titel, Album, Platzierungen, Wochen/Monate, Auszeichnungen, Anmerkungen) | Höchstplatzierung, Gesamtwochen/‑monate, AuszeichnungChartplatzierungen (Jahr, Titel, Album, Platzierungen, Wochen/Monate, Auszeichnungen, Anmerkungen) | Anmerkungen |
| Jahr | Titel Album                                                      | DE | AT | CH | UK | US | Anmerkungen |
| ---- | ---------------------------------------------------------------- | --- | --- | --- | --- | --- | --- |
| 1969 | Give Peace a Chance –                                            | DE4 (29 Wo.)DE | AT2 (4 Mt.)AT | CH4 (11 Wo.)CH | UK2 (18 Wo.)UK | US14 (9 Wo.)US | Erstveröffentlichung: 4. Juli 1969 als Plastic Ono Band |
| 1969 | Cold Turkey –                                                    | — | — | — | UK14 (8 Wo.)UK | US30 (12 Wo.)US | Erstveröffentlichung: 20. Oktober 1969 als Plastic Ono Band |
| 1970 | Instant Karma! –                                                 | DE7 (26 Wo.)DE | AT4 (2 Mt.)AT | CH9 (6 Wo.)CH | UK5 (9 Wo.)UK | US3 Gold · (13 Wo.)US | Erstveröffentlichung: 6. Februar 1970 als John Lennon & Yoko Ono with The Plastic Ono Band                                                                         |
| 1970 | Mother John Lennon/Plastic Ono Band                              | DE26 (10 Wo.)DE | AT9 (2 Mt.)AT | CH3 (11 Wo.)CH | — | US43 (6 Wo.)US | Erstveröffentlichung: 28. Dezember 1970 als John Lennon/Plastic Ono Band                                                                                           |
| 1971 | Power to the People –                                            | DE7 (15 Wo.)DE | AT11 (1 Mt.)AT | CH5 (6 Wo.)CH | UK7 (9 Wo.)UK | US11 (9 Wo.)US | Erstveröffentlichung: 5. März 1971 als John Lennon/Plastic Ono Band                                                                                                |
| 1971 | Imagine                                                          | DE7 j Gold · (37 Wo.)DE | AT4 j (4½ Mt.)AT | CH2 j (27 Wo.)CH | UK1 j ×2Doppelplatin · (40 Wo.)UK | US3 ×3Dreifachplatin · (9 Wo.)US | Erstveröffentlichung: 11. Oktober 1971 unter anderem 1975, 1980 und 1999 wiederveröffentlicht als John Lennon/Plastic Ono Band                                     |
| 1972 | Woman Is the Nigger of the World Some Time in New York City      | — | — | — | — | US57 (5 Wo.)US | Erstveröffentlichung: 12. Mai 1972 als John Lennon/Plastic Ono Band with Elephant's Memory and Invisible Strings                                                   |
| 1972 | Happy Xmas (War Is Over) –                                       | DE6 j Platin · (54 Wo.)DE | AT6 j (50 Wo.)AT | CH10 j (39 Wo.)CH | UK2 j ×3Dreifachplatin · (100 Wo.)UK | US38 (6 Wo.)US | Erstveröffentlichung: 24. November 1972 John & Yoko mit der Plastic Ono Band und dem Harlem Community Choir an Weihnachten regelmäßig in diversen Charts vertreten |
| 1973 | Mind Games                                                       | DE37 (3 Wo.)DE | — | — | UK26 (9 Wo.)UK | US18 (13 Wo.)US | Erstveröffentlichung: 31. Oktober 1973 |
| 1974 | Whatever Gets You thru the Night Walls and Bridges               | DE42 (2 Wo.)DE | — | — | UK36 (4 Wo.)UK | US1 (15 Wo.)US | Erstveröffentlichung: 16. September 1974 als John Lennon with The Plastic Ono Nuclear Band                                                                         |
| 1974 | #9 Dream Walls and Bridges                                       | — | — | — | UK23 (8 Wo.)UK | US9 (12 Wo.)US | Erstveröffentlichung: 16. Dezember 1974 |
| 1975 | Stand By Me Rock ’n’ Roll                                        | DE22 (12 Wo.)DE | AT19 (1 Mt.)AT | — | UK30 (7 Wo.)UK | US20 (9 Wo.)US | Erstveröffentlichung: 10. März 1975 |
| 1975 | Ya Ya Rock ’n’ Roll                                              | DE47 (2 Wo.)DE | — | — | — | — | Erstveröffentlichung: Juli 1975 |
| 1980 | (Just Like) Starting Over Double Fantasy                         | DE4 (24 Wo.)DE | AT1 (5 Mt.)AT | CH1 (13 Wo.)CH | UK1 Gold · (15 Wo.)UK | US1 Gold · (22 Wo.)US | Erstveröffentlichung: 24. Oktober 1980 |
| 1981 | Woman Double Fantasy                                             | DE4 (28 Wo.)DE | AT3 (4 Mt.)AT | CH2 (9 Wo.)CH | UK1 Silber · (11 Wo.)UK | US2 Gold · (20 Wo.)US | Erstveröffentlichung: 12. Januar 1981 |
| 1981 | Watching the Wheels Double Fantasy                               | DE46 (8 Wo.)DE | AT12 (4 Mt.)AT | — | UK30 (6 Wo.)UK | US10 (17 Wo.)US | Erstveröffentlichung: 13. März 1981 |
| 1982 | Love The John Lennon Collection                                  | — | — | — | UK41 (7 Wo.)UK | — | Erstveröffentlichung: 15. November 1982 |
| 1984 | Nobody Told Me Milk and Honey                                    | DE55 (4 Wo.)DE | — | — | UK6 (6 Wo.)UK | US5 (14 Wo.)US | Erstveröffentlichung: 5. Januar 1984 |
| 1984 | Borrowed Time Milk and Honey                                     | — | — | — | UK32 (6 Wo.)UK | — | Erstveröffentlichung: 9. März 1984 |
| 1984 | I’m Stepping Out Milk and Honey                                  | — | — | — | — | US55 (6 Wo.)US | Erstveröffentlichung: 11. Mai 1984 |
| 1985 | Jealous Guy Imagine: John Lennon (Music from the Motion Picture) | — | — | — | UK45 Silber · (7 Wo.)UK | US80 (4 Wo.)US | Erstveröffentlichung: 18. November 1985 in den USA erst 1988 veröffentlicht                                                                                        |

grau schraffiert: keine Chartdaten aus diesem Jahr verfügbar

### Chartplatzierungen als Gastmusiker
| Jahr | Titel Album                | Höchstplatzierung, Gesamtwochen, AuszeichnungChartplatzierungen (Jahr, Titel, Album, Platzierungen, Wochen, Auszeichnungen, Anmerkungen) | Höchstplatzierung, Gesamtwochen, AuszeichnungChartplatzierungen (Jahr, Titel, Album, Platzierungen, Wochen, Auszeichnungen, Anmerkungen) | Höchstplatzierung, Gesamtwochen, AuszeichnungChartplatzierungen (Jahr, Titel, Album, Platzierungen, Wochen, Auszeichnungen, Anmerkungen) | Höchstplatzierung, Gesamtwochen, AuszeichnungChartplatzierungen (Jahr, Titel, Album, Platzierungen, Wochen, Auszeichnungen, Anmerkungen) | Höchstplatzierung, Gesamtwochen, AuszeichnungChartplatzierungen (Jahr, Titel, Album, Platzierungen, Wochen, Auszeichnungen, Anmerkungen) | Anmerkungen                                                 |
| Jahr | Titel Album                | DE | AT | CH | UK | US | Anmerkungen                                                 |
| ---- | -------------------------- | --- | --- | --- | --- | --- | ----------------------------------------------------------- |
| 1981 | I Saw Her Standing There – | — | — | — | UK40 (4 Wo.)UK | — | Elton John Band feat. John Lennon & the Muscle Shoals Horns |

## Videoalben und Musikvideos

### Videoalben
| Jahr | Titel                                                         | Höchstplatzierung, Gesamtwochen, AuszeichnungChartplatzierungen (Jahr, Titel, Platzierungen, Wochen, Auszeichnungen, Anmerkungen) | Höchstplatzierung, Gesamtwochen, AuszeichnungChartplatzierungen (Jahr, Titel, Platzierungen, Wochen, Auszeichnungen, Anmerkungen) | Höchstplatzierung, Gesamtwochen, AuszeichnungChartplatzierungen (Jahr, Titel, Platzierungen, Wochen, Auszeichnungen, Anmerkungen) | Höchstplatzierung, Gesamtwochen, AuszeichnungChartplatzierungen (Jahr, Titel, Platzierungen, Wochen, Auszeichnungen, Anmerkungen) | Höchstplatzierung, Gesamtwochen, AuszeichnungChartplatzierungen (Jahr, Titel, Platzierungen, Wochen, Auszeichnungen, Anmerkungen) | Anmerkungen                                                            |
| Jahr | Titel                                                         | DE | AT | CH | UK | US | Anmerkungen                                                            |
| ---- | ------------------------------------------------------------- | --- | --- | --- | --- | --- | ---------------------------------------------------------------------- |
| 1985 | John Lennon Live in New York City                             | — | — | — | — | — | Erstveröffentlichung: 1985 Konzert vom 30. August 1972                 |
| 1986 | Imagine: John Lennon                                          | — | — | — | UK19 (7 Wo.)UK | — | Erstveröffentlichung: 1986                                             |
| 1988 | John Lennon and The Plastic Ono Band: Sweet Toronto           | — | — | — | UK15 (29 Wo.)UK | — | Erstveröffentlichung: 1988 (VHS)/Mai 1998 (DVD)                        |
| 1991 | John & Yoko – The Bed-In                                      | — | — | — | — | — | Erstveröffentlichung: 1991                                             |
| 1992 | The John Lennon Video Collection                              | — | — | — | UK47 (1 Wo.)UK | — | Erstveröffentlichung: 5. Oktober 1992                                  |
| 2000 | John & Yoko’s Year of Peace                                   | — | — | — | — | — | Erstveröffentlichung: 2000                                             |
| 2000 | Gimme Some Truth: The Making of John Lennon’s „Imagine“ Album | — | — | — | — | — | Erstveröffentlichung: 2000                                             |
| 2003 | John Lennon Legend: The Very Best of John Lennon              | — | — | — | UK2 (19 Wo.)UK | — | Erstveröffentlichung: 2003                                             |
| 2006 | Give Peace a Song                                             | — | — | — | UK15 (1 Wo.)UK | — | Erstveröffentlichung: Oktober 2006 mit Yoko Ono Charteinstieg UK: 2019 |
| 2008 | John Lennon/Plastic Ono Band                                  | — | — | — | — | — | Erstveröffentlichung: 2008                                             |
| 2018 | Imagine & Gimme Some Truth                                    | — | — | — | UK2 (13 Wo.)UK | — | Erstveröffentlichung: 5. Oktober 2018                                  |
| 2019 | Above Us Only Sky                                             | — | — | — | UK7 (5 Wo.)UK | — | Erstveröffentlichung: 13. September 2019 mit Yoko Ono                  |

### Musikvideos
| Jahr | Titel                     | Regie               |
| ---- | ------------------------- | ------------------- |
| 1969 | Give Peace a Chance       |                     |
| 1969 | Cold Turkey               | Jonas Mekas         |
| 1970 | Working Class Hero        |                     |
| 1970 | Mother                    |                     |
| 1971 | Imagine                   | Zbigniew Rybczyński |
| 1971 | Happy Xmas (War Is Over)  |                     |
| 1973 | Mind Games                |                     |
| 1975 | Stand by Me               |                     |
| 1980 | (Just Like) Starting Over |                     |
| 1981 | Watching the Wheels       |                     |
| 1981 | Woman                     |                     |
| 1982 | Love                      |                     |

## Boxsets
| Jahr | Titel Musiklabel                                         | Höchstplatzierung, Gesamtwochen, AuszeichnungChartplatzierungen (Jahr, Titel, Musiklabel, Platzierungen, Wochen, Auszeichnungen, Anmerkungen) | Höchstplatzierung, Gesamtwochen, AuszeichnungChartplatzierungen (Jahr, Titel, Musiklabel, Platzierungen, Wochen, Auszeichnungen, Anmerkungen) | Höchstplatzierung, Gesamtwochen, AuszeichnungChartplatzierungen (Jahr, Titel, Musiklabel, Platzierungen, Wochen, Auszeichnungen, Anmerkungen) | Höchstplatzierung, Gesamtwochen, AuszeichnungChartplatzierungen (Jahr, Titel, Musiklabel, Platzierungen, Wochen, Auszeichnungen, Anmerkungen) | Höchstplatzierung, Gesamtwochen, AuszeichnungChartplatzierungen (Jahr, Titel, Musiklabel, Platzierungen, Wochen, Auszeichnungen, Anmerkungen) | Anmerkungen                                                                                            |
| Jahr | Titel Musiklabel                                         | DE | AT | CH | UK | US | Anmerkungen                                                                                            |
| ---- | -------------------------------------------------------- | --- | --- | --- | --- | --- | --- |
| 1981 | John Lennon Apple Records (Apple)                        | — | — | — | — | — | Erstveröffentlichung: 15. Juni 1981 Box mit acht Alben                                                 |
| 2010 | Signature Box EMI Records (EMI)                          | DE19 (9 Wo.)DE | — | — | — | US148 (1 Wo.)US | Erstveröffentlichung: 5. Oktober 2010                                                                  |
| 2018 | Imagine-Box-Set Apple Records (UMG)                      | — | — | — | — | — | Erstveröffentlichung: 2018 beinhaltet vier CDs, zwei Blu-Ray Discs und ein 120-seitiges Hardcoverbuch  |
| 2021 | John Lennon/Plastic Ono Band-Box-Set Apple Records (UMG) | — | — | — | — | — | Erstveröffentlichung: 2021 beinhaltet sechs CDs, zwei Blu-Ray Discs und ein 132-seitiges Hardcoverbuch |

grau schraffiert: keine Chartdaten aus diesem Jahr verfügbar

## Promoveröffentlichungen

### Promo-Alben
Promotionveröffentlichungen dienen zu Werbezwecken und wurden, bzw. werden, von Plattenfirmen an Radiosender versandt (oder dienen lediglich als Werbebeilage von Zeitungen); sie gelangen offiziell nicht in den Verkauf. Die folgenden aufgeführten Promotionveröffentlichungen unterscheiden sich entweder deutlich in der Form des Inhalts von den späteren offiziellen Veröffentlichungen oder blieben gänzlich individuelle Kompilationen.
- 1998: Excerpts from JOHN LENNON Anthology (Promotion-Kompilationsalbum; sieben Titel)
- 1998: Howitis – The John Lennon Anthology (Promotion-Kompilationsalbum; sechs Titel + Interview mit Yoko Ono)
- 2000: Selections from Imagine (Promotion-Kompilationsalbum; vier Titel)
- 2000: John Lennon Starting Over (Promotion-Kompilationsalbum [für die Alben John Lennon/Plastic Ono Band, Imagine und Double Fantasy]; sechs Titel + Interviewausschnitte von John Lennon und Kommentare von Yoko Ono)
- 2004: John Lennon Two Sides of Lennon (Promotion-Kompilationsalbum [für die Alben Acoustic und Rock ’n’ Roll]; neun Titel + Kommentare von Yoko Ono)
- 2009: John Lennon (Promotion-Kompilationsalbum; Beilage der The Mail on Sunday, zwölf Titel)
- 2010: Gimme Some Truth (70th Birthday Catalog Campaign) (Promotion-Kompilationsalbum; 20 Titel)
- 2010: Gimme Some Truth (70th Birthday Celebration with Yoko Ono-One Hour Radio Special+Soundbites) (Promotion-Kompilationsalbum; sechs Titel + Interview mit Yoko Ono)

### Promo-Singles
Hierbei handelt es sich um Promotionsingles, die (in dieser Form) nicht als reguläre Kaufsingles erschienen sind.
- 1970: John Lennon on Ronnie Hawkins: The Short Rap & Down in the Alley / The Long Rap (7″; USA-Promotionsingle für eine Ronnie-Hawkins-Single, für die John Lennon auf der A-Seite eine kurze Einleitung und auf der B-Seite einen Werbetext spricht)
- 1974: Whatever Gets You Thru' The Night / Interview With John Lennon by Bob Mercer and a Message To The Salesmen (7″; UK)
- 1974: What You Got (Mono) / What You Got (Stereo) (7″; USA)
- 1975: Ain’t That a Shame (Mono) / Ain’t That a Shame (Stereo) (7″; USA)
- 1975: Slippin’ and Slidin’ (Mono) / Slippin’ and Slidin’ (Stereo) (7″; USA)
- 1980: (Just like) Starting Over / Kiss Kiss Kiss (12″; ca. 20 Sekunden längeres Outro von Starting Over)
- 1982: Happy Xmas (War Is Over) / Beautiful Boy (Darling Boy) (12″; USA)
- 1985: Happy Xmas (War Is Over) / Happy Xmas (War Is Over) (12″ im weißen Vinyl; USA)
- 1986: Imagine (Live) / Come Together (Live) (12″; USA)
- 1986: Rock and Roll People / Rock and Roll People (12″; USA)
- 1998: God (Spanien)
- 1998: Happy Xmas (Rough Mix ’71) / Be-Bop-A-Lula (Sessions 1974; USA)
- 1998: I’m Losing You / Only You (USA)
- 2001: Every Man Has a Woman Who Loves Him (Lennon Version) / Every Man Has a Woman Who Loves Him (Ono Version, 7″; USA)

## Sonderveröffentlichungen
Mitwirkung bei anderen Künstlern
- 1963: Billy J. Kramer & the Dakotas – Bad to Me (Komposition)
- 1963: The Fourmost – I’m in Love (Komposition)
- 1965: The Silkie – You’ve Got to Hide Your Love Away (weiterer Produzent: Paul McCartney)
- 1967: The Rolling Stones – We Love You (Hintergrundgesang)
- 1968: The Rolling Stones Rock and Roll Circus – Yer Blues (Gesang und Gitarre), Whole Lotta Yoko (Gitarre), veröffentlicht: 1996
- 1970: Yoko Ono – Album: Yoko Ono/Plastic Ono Band (Koproduktion und Gitarre); Reissue 1997: Gitarre bei den Bonustiteln: Open Your Box (Alternative Version), Something More Abstract und The South Wind
- 1971: Bill Elliott and the Elastic Oz Band – 7″ Single: God Save Us / Do the OZ (Produktion, Komposition und Gesang [B-Seite])
- 1971: Yoko Ono – Album: Fly (Koproduktion des Albums und Gitarre bei Midsummer New York (+ Piano), Mind Train, Mind Holes, Don’t Worry Kyoko, Hirake, O’ Wind und Fly; Mrs. Lennon (nur Piano); Reissue 1997: Gitarre bei den Bonustiteln: Between the Takes und Will You Touch Me)
- 1972: David Peel – Album: The Pope Smokes Dope (Produktion und Chorgesang/Gitarre bei zwei Titeln)
- 1972: Elephant’s Memory – Album: Elephant’s Memory (Produktion, Chorgesang und Gitarre/Klavier bei drei Titeln)
- 1973: Yoko Ono – Album: Approximately Infinite Universe (Koproduktion des Albums und Gitarre bei Move On Fast und Is Winter Here to Stay; Reissue 1997: Gitarre bei dem Bonustitel: Dogtown)
- 1973: Ringo Starr – Album: Ringo (Komposition und Klavier/Refraingesang bei I’m the Greatest)
- 1974: Yoko Ono – Album: Feeling the Space (Gitarre bei She Hits Back und Women Power; Reissue 1997: Gitarre bei den Bonustiteln: I Learned to Stutter/Coffin Car und Mildred, Mildred)
- 1974: Harry Nilsson – Album: Pussy Cats (Produktion und Kokomposition von Mucho Mungo/Mt. Elga)
- 1974: Mick Jagger – Album: The Very Best of (Produktion von Too Many Cooks (Spoil the Soup)), veröffentlicht: 2007
- 1974: Ringo Starr – Album: Goodnight Vienna (Gitarre bei All by Myself und Only You (And You Alone) sowie Komposition/Refraingesang und Piano bei (It’s All Da-Da-Down To) Goodnight Vienna)
- 1974: Elton John – 7″ Single: Lucy in the Sky with Diamonds/One Day at a Time (Refraingesang/Gitarre auf der A-Seite und Gitarre auf der B-Seite)
- 1975: David Bowie – Album: Young Americans (Mitkomposition und Refraingesang/Gitarre bei Fame und Gitarre bei Across the Universe)
- 1976: Ringo Starr – Album: Ringo’s Rotogravure (Komposition und Keyboard bei Cookin’ (In the Kitchen of Love))
- 1981: Yoko Ono – It Happened (Stimme am Anfang des Titels)

## Statistik

### Chartauswertung
|                     | DE     | AT    | CH    | UK     | US     |
| ------------------- | ------ | ----- | ----- | ------ | ------ |
| Nummer-eins-Alben   | DE—DE  | AT1AT | CH—CH | UK3UK  | US3US  |
| Top-10-Alben        | DE5DE  | AT5AT | CH1CH | UK10UK | US7US  |
| Alben in den Charts | DE14DE | AT9AT | CH7CH | UK17UK | US26US |

|                       | DE     | AT     | CH    | UK     | US     |
| --------------------- | ------ | ------ | ----- | ------ | ------ |
| Nummer-eins-Singles   | DE—DE  | AT1AT  | CH1CH | UK3UK  | US2US  |
| Top-10-Singles        | DE7DE  | AT7AT  | CH8CH | UK8UK  | US8US  |
| Singles in den Charts | DE14DE | AT10AT | CH8CH | UK18UK | US18US |

|                          | DE    | AT    | CH    | UK    | US    |
| ------------------------ | ----- | ----- | ----- | ----- | ----- |
| Nummer-eins-Videoalben   | DE—DE | AT—AT | CH—CH | UK—UK | US—US |
| Top-10-Videoalben        | DE—DE | AT—AT | CH—CH | UK3UK | US—US |
| Videoalben in den Charts | DE—DE | AT—AT | CH—CH | UK7UK | US—US |

### Auszeichnungen für Musikverkäufe
| Land/RegionAuszeichnungen für Musikverkäufe (Land/Region, Auszeichnungen, Verkäufe, Quellen) | Silber       | Gold         | Platin         | Verkäufe   | Quellen |
| -------------------------------------------------------------------------------------------- | ------------ | ------------ | -------------- | ---------- | --- |
| Argentinien (CAPIF)                                                                          | —            | 2× Gold2     | 3× Platin3     | 188.000    | capif.org.ar (Memento vom 31. Mai 2011 im Internet Archive) AR2 (Memento vom 6. Juli 2011 im Internet Archive) |
| Australien (ARIA)                                                                            | —            | —            | 13× Platin13   | 780.000    | aria.com.au |
| Brasilien (PMB)                                                                              | —            | 2× Gold2     | Platin1        | 120.000    | pro-musicabr.org.br                                                                                            |
| Dänemark (IFPI)                                                                              | —            | 9× Gold9     | 3× Platin3     | 600.000    | ifpi.dk |
| Deutschland (BVMI)                                                                           | —            | 4× Gold4     | Platin1        | 1.500.000  | musikindustrie.de                                                                                              |
| Europa (IFPI)                                                                                | —            | —            | 2× Platin2     | 2.000.000  | ifpi.org (Memento vom 1. Januar 2014 im Internet Archive)                                                      |
| Frankreich (SNEP)                                                                            | —            | 2× Gold2     | 2× Platin2     | 710.000    | infodisc.fr |
| Griechenland (IFPI)                                                                          | —            | Gold1        | —              | 10.000     | Einzelnachweise                                                                                                |
| Hongkong (IFPI/HKRIA)                                                                        | —            | —            | Platin1        | 20.000     | ifpihk.org |
| Irland (IRMA)                                                                                | —            | Gold1        | —              | 7.500      | irishcharts.ie                                                                                                 |
| Israel (IFPI)                                                                                | —            | Gold1        | —              | 20.000     | Einzelnachweise                                                                                                |
| Italien (FIMI)                                                                               | —            | 5× Gold5     | 6× Platin6     | 630.000    | fimi.it |
| Japan (RIAJ)                                                                                 | —            | 4× Gold4     | Platin1        | 600.000    | riaj.or.jp JP2                                                                                                 |
| Kanada (MC)                                                                                  | —            | 4× Gold4     | 3× Platin3     | 555.000    | musiccanada.com                                                                                                |
| Mexiko (AMPROFON)                                                                            | —            | —            | Platin1        | 20.000     | Einzelnachweise                                                                                                |
| Neuseeland (RMNZ)                                                                            | —            | 11× Gold11   | 18× Platin18   | 630.000    | aotearoamusiccharts.co.nz NZ2 NZ3                                                                              |
| Norwegen (IFPI)                                                                              | —            | Gold1        | —              | 25.000     | ifpi.no (Memento vom 5. November 2012 im Internet Archive)                                                     |
| Österreich (IFPI)                                                                            | —            | 2× Gold2     | —              | 50.000     | ifpi.at |
| Portugal (AFP)                                                                               | —            | 2× Gold2     | —              | 10.000     | Einzelnachweise                                                                                                |
| Schweiz (IFPI)                                                                               | —            | Gold1        | Platin1        | 75.000     | hitparade.ch                                                                                                   |
| Spanien (Promusicae)                                                                         | —            | 6× Gold6     | 8× Platin8     | 760.000    | elportaldemusica.es ES2                                                                                        |
| Vereinigte Staaten (RIAA)                                                                    | —            | 31× Gold31   | 27× Platin27   | 58.100.000 | riaa.com |
| Vereinigtes Königreich (BPI)                                                                 | 16× Silber16 | 16× Gold16   | 20× Platin20   | 26.750.492 | bpi.co.uk |
| Insgesamt                                                                                    | 16× Silber16 | 105× Gold105 | 111× Platin111 |            | |